# Манукян Мхітар Размікович
Мхітар Размікович Манукян (вірм. Մխիթար Մանուկյան, каз. Мхитар Размикович Манукян; нар. 20 вересня 1973, Ґюмрі, марз Ширак Вірменська РСР) — радянський, вірменський і  казахський борець греко-римського стилю, дворазовий чемпіон світу, дворазовий чемпіон Азії, призер чемпіонату Європи та Азійських ігор, переможець кубку світу, бронзовий медаліст Олімпійських ігор.

## Біографія
Боротьбою займається з 1986 року. Першим тренером був Юрій Карапетян. Був членом юніорської збірної Радянського Союзу. У її складі двічі, в 1990 та 1991 роках, ставав чемпіоном світу. Після розпаду СРСР виступав за збірну Вірменії. У її складі був призером чемпіонату світу та Європи, переможцем молодіжної світової першості 1993 року, учасником Олімпійських ігор 1996 року. 1997 року на запрошення Даулета Турлиханова, після Олімпійських ігор в Атланті, Мхітар переїхав до Алмати. Свої основні нагороди здобув, виступаючи за збірну Казахстану. У 2005 році в березні Мхітар Манукян ще раз виступив на турнірі в Болгарії і завершив спортивні виступи. Працює старшим тренером в команді борців Казахстану.

## Виступи на Олімпіадах
| Змагання                    | Збірна    | Вагова категорія | Місце  |
| --------------------------- | --------- | ---------------- | ------ |
| Літні Олімпійські ігри 1996 | Вірменія  | 62 кг            | 7      |
| Літні Олімпійські ігри 2000 | Казахстан | 63 кг            | 7      |
| Літні Олімпійські ігри 2004 | Казахстан | 66 кг            | Бронза |

Єдиної поразки на Афінській Олімпіаді Мхітар Манукян зазнав у півфіналі від — турка Серефа Ероглу. Ероглу був найсильнішим борцем Туреччини в цій вазі багато років, 6 разів ставав чемпіоном Європи. У 1997 році турок став чемпіоном Світу, а в 1998-му його переміг Манукян і відібрав цей титул. Через рік Мкхітар знову став чемпіоном, перемігши у фінальній сутичці Ероглу. Потім кілька років Манукян відновлювався після важкої травми шийного хребця, яка ледве не поставила хрест на його подальшій кар'єрі, проте зумів завоювати путівку на Ігри-2004. На Олімпіаді зустрілися давні суперники, тому сутичка видалася дуже принциповою, обидва показали боротьбу найвищого класу. У підсумку довго вів казахський борець, проте наприкінці поєдинку турок зумів вирвати перемогу. Через цю поразку Мхітар Манукян боровся за третє місце і переміг із рахунком 8:1 чемпіона світу 2002 року Джиммі Самуельсона зі Швеції, а Ероглу став другим, програвши у фіналі азербайджанцеві Фаріду Мансурову.

## Виступи на Чемпіонатах світу
| Змагання                        | Збірна    | Вагова категорія | Місце  |
| ------------------------------- | --------- | ---------------- | ------ |
| Чемпіонат світу з боротьби 1994 | Вірменія  | 62 кг            | 16     |
| Чемпіонат світу з боротьби 1995 | Вірменія  | 62 кг            | Бронза |
| Чемпіонат світу з боротьби 1997 | Казахстан | 63кг             | 5      |
| Чемпіонат світу з боротьби 1998 | Казахстан | 63 кг            | Золото |
| Чемпіонат світу з боротьби 1999 | Казахстан | 63 кг            | Золото |
| Чемпіонат світу з боротьби 2003 | Казахстан | 66 кг            | 24     |

## Виступи на Чемпіонатах Європи
| Змагання                         | Збірна   | Вагова категорія | Місце  |
| -------------------------------- | -------- | ---------------- | ------ |
| Чемпіонат Європи з боротьби 1993 | Вірменія | 62 кг            | 4      |
| Чемпіонат Європи з боротьби 1994 | Вірменія | 68 кг            | 13     |
| Чемпіонат Європи з боротьби 1995 | Вірменія | 62 кг            | 8      |
| Чемпіонат Європи з боротьби 1996 | Вірменія | 62 кг            | Бронза |

## Виступи на Чемпіонатах Азії
| Змагання                       | Збірна    | Вагова категорія | Місце  |
| ------------------------------ | --------- | ---------------- | ------ |
| Чемпіонат Азії з боротьби 1997 | Казахстан | 63 кг            | Золото |
| Чемпіонат Азії з боротьби 1999 | Казахстан | 63 кг            | Золото |
| Чемпіонат Азії з боротьби 2000 | Казахстан | 63 кг            | 4      |
| Чемпіонат Азії з боротьби 2003 | Казахстан | 66 кг            | 5      |

## Виступи на Азійських іграх
| Змагання           | Збірна    | Вагова категорія | Місце  |
| ------------------ | --------- | ---------------- | ------ |
| Азійські ігри 1998 | Казахстан | 69 кг            | Срібло |
| Азійські ігри 2002 | Казахстан | 66кг             | 8      |

## Виступи на Кубках світу
| Змагання                    | Збірна    | Вагова категорія | Місце  |
| --------------------------- | --------- | ---------------- | ------ |
| Кубок світу з боротьби 2003 | Казахстан | 66 кг            | Золото |

## Виступи на інших змаганнях
| Змагання                                 | Збірна    | Вагова категорія | Місце  |
| ---------------------------------------- | --------- | ---------------- | ------ |
| Східноазійські ігри 1997                 | Казахстан | 69 кг            | Бронза |
| Asia Oceania Cup 1997                    | Казахстан | 69 кг            | Золото |
| Тестовий турнір FILA 1998                | Казахстан | 63 кг            | Золото |
| Олімпійський кваліфікаційний турнір 2004 | Казахстан | 66 кг            | 4      |